# La Femme aux maléfices
Pour les articles homonymes, voir Born to Be Bad.
Pour plus de détails, voir Fiche technique et Distribution.
La Femme aux maléfices (titre original : Born to Be Bad) est un film noir américain de Nicholas Ray sorti en 1950.

## Synopsis
Christabel Caine dissimule sous une trompeuse apparence sa soif d'argent et de pouvoir. À San Francisco, elle intrigue afin de casser le projet de mariage entre Curtis, un millionnaire, et Donna sa fiancée. Dès la rupture consommée Christabel prend la place de Donna et se marie avec Curtis uniquement par vénalité, alors qu'elle est amoureuse de Nick, un romancier. Ce dernier se résigne à s'éloigner de Christabel, mais celle-ci tente de le reconquérir. Il lui demande alors de choisir clairement entre Curtis et lui, et devant les tergiversations de Christabel, il la repousse. Revenant chez elle, Curtis lui demande où elle était passée, elle répond qu'elle était passée rendre visite à sa tante, malade. Là Curtis lui apprend que sa tante est décédée dans la nuit, l'alibi de Christabel s'écroule.

## Fiche technique
- Titre original : Born to Be Bad
- Réalisation : Nicholas Ray
- Scénario : Edith R. Sommer et Charles Schnee d'après le roman All Kneeling de Anne Parrish
- Dialogues : George Oppenheimer et Robert Soderberg
- Direction artistique :  Albert S. D'Agostino et Jack Okey
- Décors : Harley Miller, Darrell Silvera
- Costumes : Hattie Carnegie et Michael Woulfe (pour Joan Leslie)
- Photographie : Nicholas Musuraca et Clifford Stine (vues additionnelles, non crédité)
- Montage : Frederic Knudtson
- Musique : Friedrich Hollaender
- Production : Sid Rogell (production déléguée) et Robert Sparks
- Société de production : RKO Pictures
- Sociétés de distribution : RKO Pictures
- Pays de production :  États-Unis
- Langue : anglais
- Format : noir et blanc - 35 mm - son mono (RCA Sound System)
- Genre : film noir
- Durée : 94 minutes
- Dates de sortie :
  - États-Unis : 27 août 1950
  - France : 6 juillet 1951 (inédit à Paris en première exploitation) ; 29 mai 1985 (ressortie) ; 18 juin 2008 (DVD)

## Distribution
- Joan Fontaine : Christabel Caine Carey
- Robert Ryan : Nick Bradley
- Zachary Scott : Curtis Carey
- Joan Leslie : Donna Foster
- Mel Ferrer : Gabriel « Gobby » Broome
- Harold Vermilyea :  John Caine
- Virginia Farmer : Tante Clara Caine
- Kathleen Howard : Mme Bolton
- Dick Ryan : Arthur
- Bess Flowers : Mme Worthington
- Joy Hallward : Mme Porter
- Irving Bacon : Le vendeur de bijoux
- Frank Arnold : un homme à la galerie d'art (non crédité)
- Morgan Brown : le serveur (non crédité)
- Don Dillaway : le photographe (non crédité)
- Dick Gordon : Nathan (non crédité)
- Stuart Hall : Mr. Detweiller (non crédité)
- Jimmie Horan : un ouvrier (non crédité)

## Autour du film
- Le film n'a pas de lien avec son homonyme de 1934.
- Le film devait se terminer avec l'annonce de la mort de la tante de Christabel, prouvant l'infidélité de cette dernière en détruisant son alibi. Howard Hughes qui venait de racheter RKO Pictures a fait ajouter la scène où Curtis et Donna se réconcilient  sur le tarmac…